# Oxalis tetraphylla
Oxalis tetraphylla là một loài thực vật có hoa trong họ Chua me đất. Loài này được Cav. mô tả khoa học đầu tiên năm 1795.

## Hình ảnh

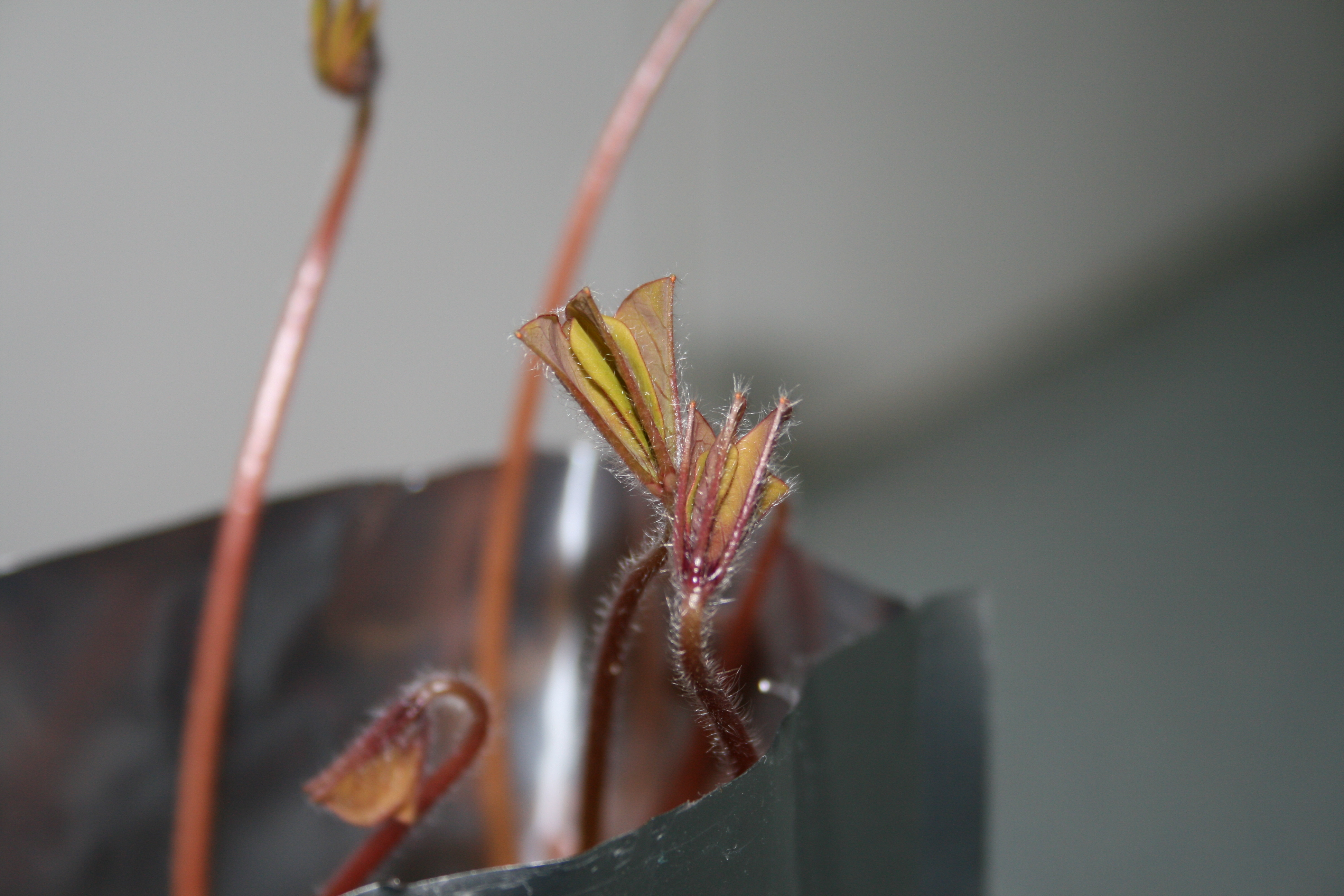
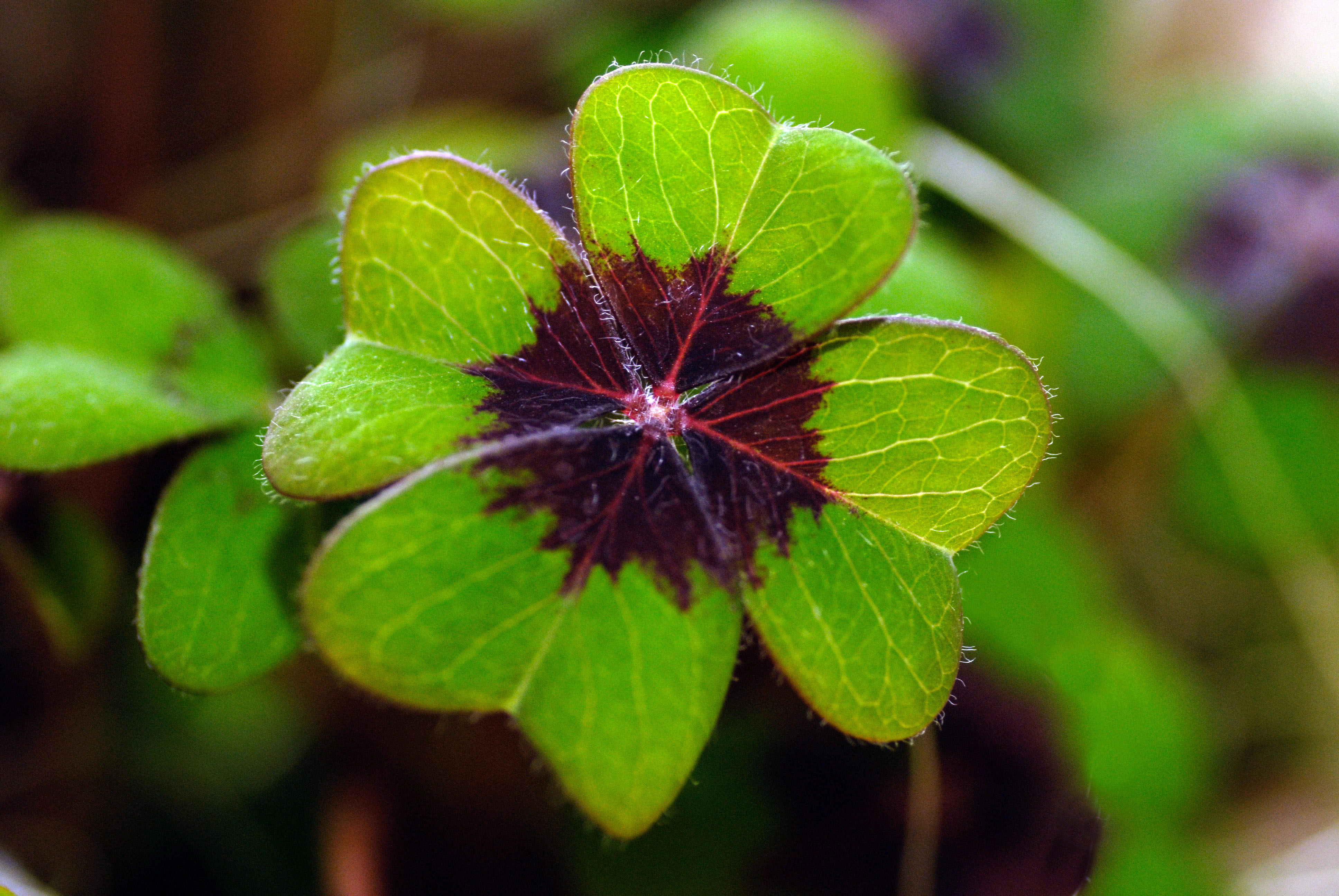
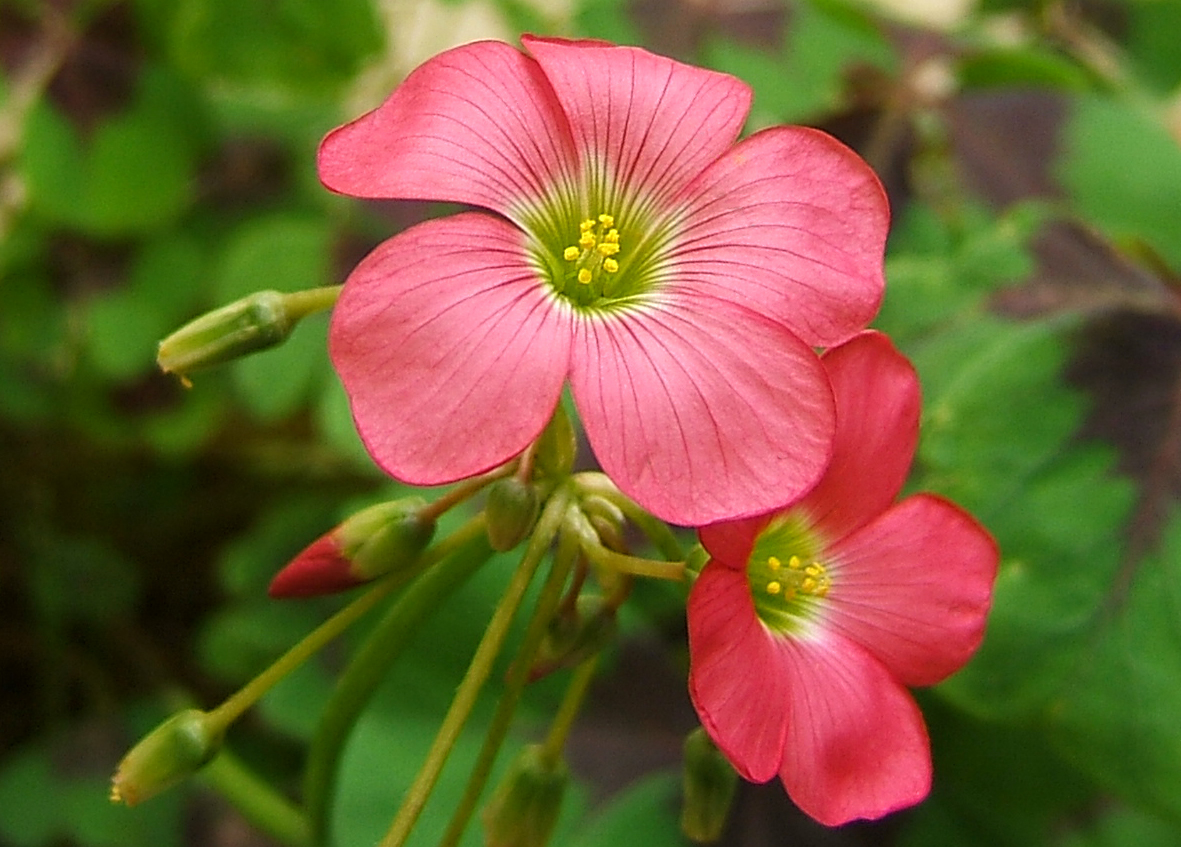
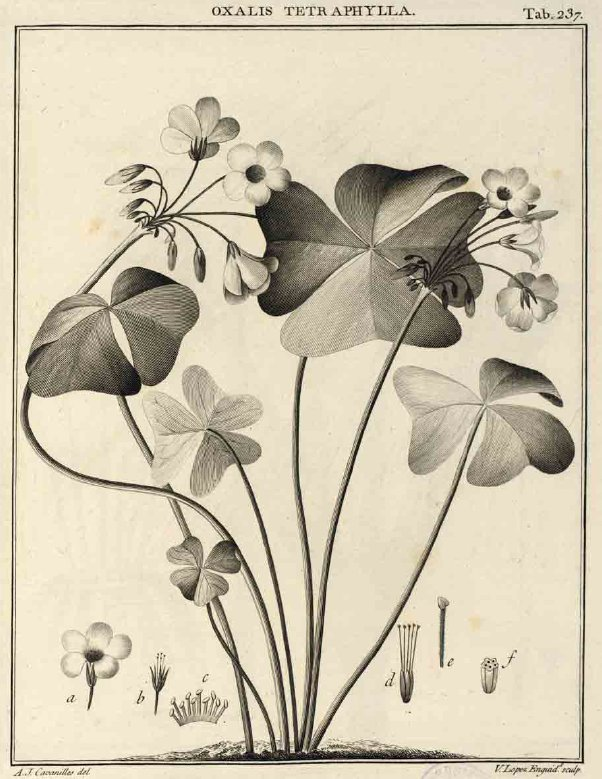
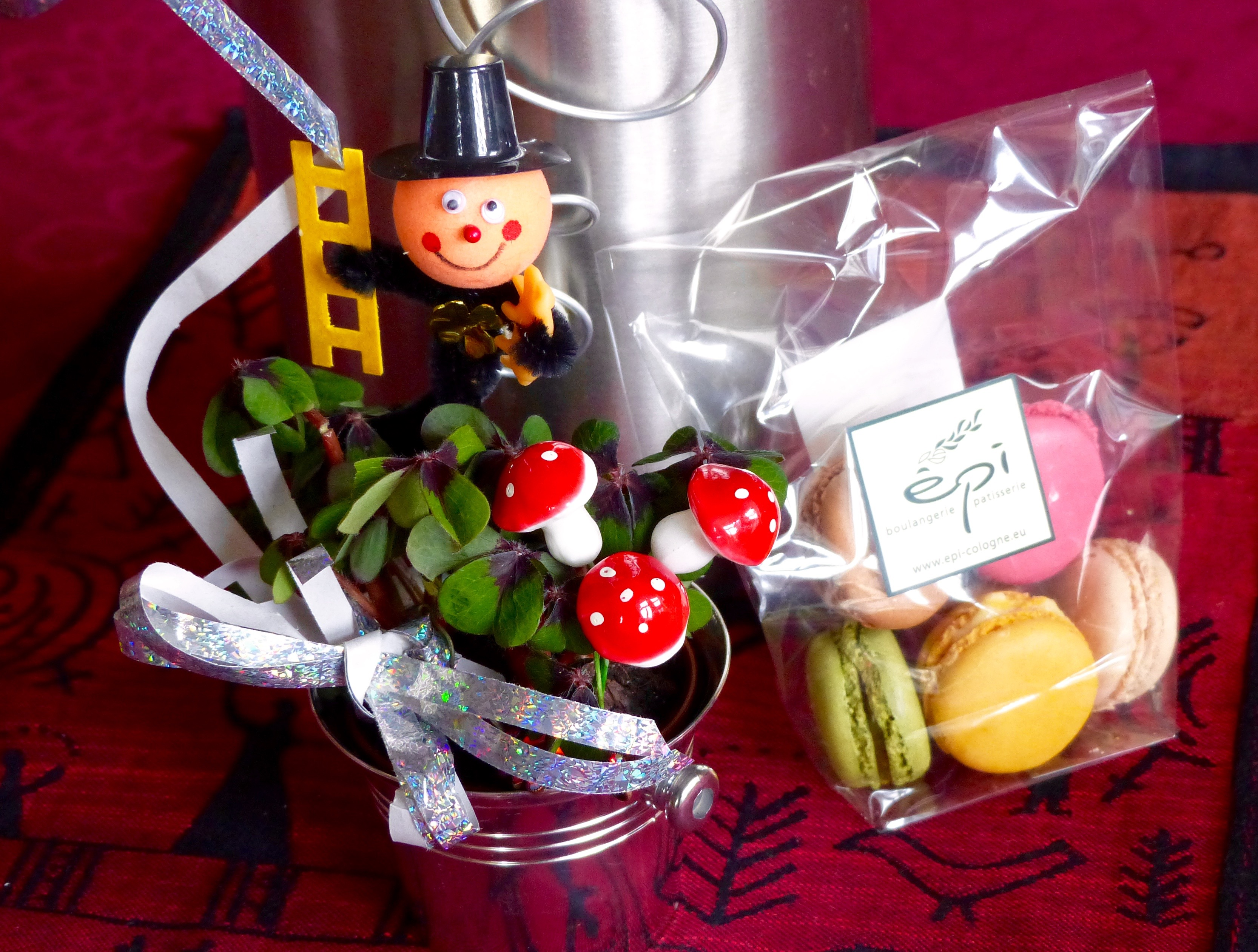
Quà tặng năm mới chúc may mắn theo truyền thống Đức, cỏ 4 lá thuộc loài Oxalis tetraphylla (cỏ may mắn)